# Vjekoslav Štefanić
Vjekoslav Štefanić (Draga Bašćanska na Krku, 25. travnja 1900. – Zagreb, 24. veljače 1975.), hrvatski filolog
Diplomirao je slavistiku i romanistiku u Zagrebu, radio je kao srednjoškolski profesor, u Arhivu JAZU te kao ravnatelj Staroslavenskog instituta. Proučavao je glagoljsku baštinu Krka i opisao glagoljske rukopise JAZU, ali i ćirilmetodske korijene hrvatske pismenosti i glagoljsku paleografiju. Bio je urednik "Slova" i "Radova Staroslavenskog instituta". 